# Sandy Cowan
Alexander "Sandy" Cowan (Chesley, Ontário, 5 de fevereiro de 1879 – Victoria, Colúmbia Britânica, 8 de janeiro de 1915) foi um jogador de lacrosse canadense. Cowan era membro da Shamrock Lacrosse Team na qual conquistou a medalha de ouro nos Jogos Olímpicos de Verão de 1904 em Saint Louis.